# 当初から廃置分合を行った事のない市町村の一覧
当初から廃置分合を行った事のない市町村の一覧では、日本において市制・町村制・島嶼町村制・北海道一・二級町村制・北海道区制に基づいて初めて自治体を置いた後、一度も廃置分合、即ち「分割」「分立」「合体」「編入」を行っていない市町村を掲載する。各制度施行以前の変更、境界変更（法人格が変わらないものを指す）、埋め立て等による領域の拡大、領域の変更を伴わない市や町への昇格は許容した。
市制及町村制等の制度は「我が国で初めての近代的な市町村制度」「近代的な意味での地方自治制度がスタートした」制度として各文献で紹介されており、同文献にて「市町村の制度上の起源としてとらえ」られている事から、左記文献に倣い当項目では「当初」の起点を市制及町村制等とした。
- 一覧中、該当市町村名の直後に載せた出典は、配下に揭載の情報に対する出典である。これら出典に掲載の無い情報は適宜、配下の各行に出典を揭載してある。
  - 市町村自治研究会 (2006)のものは「新旧市町村対照表」の節を掲げ、それのみでは廃置分合を行ってないか紛らわしい場合には更に『「市制町村制」施行後の郡・市町村変更一覧』節の該当項目が揭載されているページ（境界変更や2回以上の改名）を掲げてある。
  - 地名情報資料室 (1999)のものは該当市町村の項目を掲げ、「分割」「分立」「合体（合併）」及び「編入」のうち境界変更に含まれないものの記載が無い項目である。
  - 西川 & 太田 (1995a)及び西川 & 太田 (1995b)のものは該当市町村の項目を掲げた。
  - その他の出典がある場合は、上掲書籍以外で廃置分合を行っていない事が判るものを揭載した。
- 上掲書籍より以降に廃置分合を行った市町村であっても、当然に揭載の対象外である。また市や町に昇格したものについては別の出典を付して揭載してある。
- 「当初名称」や「名称変更」の行では、当用漢字告示以前の場合に当時の町村名の字体を再現してある。郡名は対象外とした。
- 地方自治法施行以降についても、便宜の為「市制」「町制」と呼称している。

## 北海道
北海道では、北海道一級町村制・北海道二級町村制および北海道区制により施行され、市町村によって施行日が異なる。
なおこの節において、1943年（昭和18年）6月1日施行の市制・町村制改正と北海道一・二級町村制の廃止に伴って二級町村を指定町村とする変更、
並びに1946年（昭和21年）10月5日施行の指定町村制度の廃止は一覧に含めていない。
以下、振興局毎に揭載する。

### 空知総合振興局
美唄市
設置：沼貝村（空知郡）【北海道二級町村制】 1906年（明治39年）4月1日
北海道一級町村制：1909年（明治42年）4月1日
町制：1925年（大正14年）6月1日
名称変更（美唄町）：1926年（大正15年）6月1日
市制：1950年（昭和25年）4月1日
芦別市
設置：蘆別村（空知郡）【北海道二級町村制】 1906年（明治39年）4月1日
北海道一級町村制：1923年（大正12年）4月1日
町制：1941年（昭和16年）4月1日
市制：1953年（昭和28年）4月1日
三笠市
設置：三笠山村（空知郡）【北海道二級町村制】 1906年（明治39年）4月1日
北海道一級町村制：1923年（大正12年）4月1日
町制・名称変更（三笠町）：1942年（昭和17年）9月1日
市制：1957年（昭和32年）4月1日
空知郡南幌町
設置：幌向村（空知郡）【北海道二級町村制】 1909年（明治42年）4月1日
町制・名称変更（南幌町/みなみほろちょう）：1962年（昭和37年）5月1日
名称変更（なんぽろちょう）：1968年（昭和43年）4月1日
夕張郡長沼町
設置：長沼村（夕張郡）【北海道二級町村制】 1902年（明治35年）4月1日
北海道一級町村制：1907年（明治40年）4月1日
町制：1952年（昭和27年）1月1日
夕張郡栗山町
設置：角田村（夕張郡）【北海道二級町村制】 1902年（明治35年）4月1日
北海道一級町村制：1907年（明治40年）4月1日
町制・名称変更（栗山町）：1949年（昭和24年）4月1日
樺戸郡月形町
設置：月󠄁形村（樺戸郡）【北海道二級町村制】 1906年（明治39年）4月1日
町制：1953年（昭和28年）4月1日
樺戸郡浦臼町
設置：浦臼村（樺戸郡）【北海道二級町村制】 1909年（明治42年）4月1日
町制：1960年（昭和35年）9月1日
樺戸郡新十津川町
設置：新十津川村（樺戸郡）【北海道二級町村制】 1902年（明治35年）4月1日
北海道一級町村制：1907年（明治40年）4月1日
町制：1957年（昭和32年）1月1日
雨竜郡秩父別町
設置：秩父別村（雨竜郡）【北海道二級町村制】 1906年（明治39年）4月1日
北海道一級町村制：1923年（大正12年）4月1日
町制：1959年（昭和34年）9月1日
雨竜郡雨竜町
設置：雨龍村（雨竜郡）【北海道二級町村制】 1915年（大正4年）4月1日
町制：1961年（昭和36年）9月1日
雨竜郡北竜町
設置：北龍村（雨竜郡）【北海道二級町村制】 1915年（大正4年）4月1日
町制：1961年（昭和36年）9月1日
雨竜郡沼田町
設置：上北龍村（雨竜郡）【北海道二級町村制】 1919年（大正8年）4月1日
名称変更（沼田村）：1922年（大正11年）4月1日
北海道一級町村制：1939年（昭和14年）4月1日
町制：1947年（昭和22年）7月1日

### 石狩振興局
江別市
設置：江別村（札幌郡）【北海道二級町村制】 1906年（明治39年）4月1日
北海道一級町村制：1909年（明治42年）4月1日
町制：1916年（大正5年）1月1日
市制：1954年（昭和29年）7月1日
千歳市
設置：千歲村（千歳郡）【北海道二級町村制】 1915年（大正4年）4月1日
北海道一級町村制：1939年（昭和14年）4月1日
町制：1942年（昭和17年）5月1日
市制：1958年（昭和33年）7月1日
恵庭市
設置：惠庭村（千歳郡）【北海道二級町村制】 1906年（明治39年）4月1日
北海道一級町村制：1923年（大正12年）4月1日
町制：1951年（昭和26年）4月1日
市制：1970年（昭和45年）11月1日
北広島市
設置：廣島村（札幌郡）【北海道二級町村制】 1902年（明治35年）4月1日
北海道一級町村制：1921年（大正10年）4月1日
町制：1968年（昭和43年）9月1日
市制・名称変更（北広島市）：1996年（平成8年）9月1日
石狩郡当別町
設置：當別村（石狩郡）【北海道二級町村制】 1902年（明治35年）4月1日
北海道一級町村制：1907年（明治40年）4月1日
町制：1947年（昭和22年）7月1日
石狩郡新篠津村
設置：新篠津村（石狩郡）【北海道二級町村制】 1915年（大正4年）4月1日

### 後志総合振興局
磯谷郡蘭越町
設置：南尻別村（磯谷郡）【北海道二級町村制】 1909年（明治42年）4月1日
北海道一級町村制：1940年（昭和15年）4月1日
町制・名称変更（蘭越町）：1954年（昭和29年）12月1日
虻田郡ニセコ町
設置：狩太村（虻田郡）【北海道二級町村制】 1906年（明治39年）4月1日
町制：1950年（昭和25年）9月1日
名称変更（ニセコ町）：1964年（昭和39年）10月1日
古宇郡泊村
設置：泊村（古宇郡）【北海道二級町村制】 1909年（明治42年）4月1日
北海道一級町村制：1923年（大正12年）4月1日
古宇郡神恵内村
設置：神惠內村（古宇郡）【北海道二級町村制】 1906年（明治39年）4月1日
古平郡古平町
設置：古平󠄁町（古平郡）【北海道二級町村制】 1902年（明治35年）4月1日
北海道一級町村制：1907年（明治40年）4月1日
余市郡仁木町
設置：大江村（余市郡）【北海道二級町村制】 1902年（明治35年）4月1日
北海道一級町村制：1915年（大正4年）4月1日
町制・名称変更（仁木町）：1964年（昭和39年）11月1日
余市郡余市町
設置：余市町（余市郡）【北海道一級町村制】 1900年（明治33年）7月1日
余市郡赤井川村
設置：赤井川村（余市郡）【北海道二級町村制】 1906年（明治39年）4月1日

### 胆振総合振興局
室蘭市
設置：室蘭󠄁町（室蘭郡）【北海道一級町村制】 1900年（明治33年）7月1日
北海道区制：1918年（大正7年）2月1日
市制：1922年（大正11年）8月1日
苫小牧市
設置：苫小牧村（勇払郡）【北海道二級町村制】 1902年（明治35年）4月1日
町制：1918年（大正7年）1月1日
北海道一級町村制：1919年（大正8年）4月1日
市制：1948年（昭和23年）4月1日
登別市
設置：幌別村（幌別郡）【北海道二級町村制】 1919年（大正8年）4月1日
町制：1951年（昭和26年）4月1日
名称変更（登別町）：1961年（昭和36年）4月1日
市制：1970年（昭和45年）8月1日
虻田郡豊浦町
設置：辨邊村（虻田郡）【北海道二級町村制】 1902年（明治35年）4月1日
名称変更（豊浦村）：1932年（昭和7年）6月1日
町制：1947年（昭和22年）7月1日
有珠郡壮瞥町
設置：壯瞥村（有珠郡）【北海道二級町村制】 1915年（大正4年）4月1日
北海道一級町村制：1939年（昭和14年）4月1日
町制：1962年（昭和37年）1月1日
白老郡白老町
設置：白老村（白老郡）【北海道二級町村制】 1919年（大正8年）4月1日
町制：1954年（昭和29年）11月1日
勇払郡厚真町
設置：厚眞村（勇払郡）【北海道二級町村制】 1906年（明治39年）4月1日
北海道一級町村制：1915年（大正4年）4月1日
町制：1960年（昭和35年）1月1日

### 日高振興局
沙流郡平取町
設置：平󠄁取村（沙流郡）【北海道二級町村制】 1923年（大正12年）4月1日
町制：1954年（昭和29年）11月1日
新冠郡新冠町
設置：高江村（新冠郡）【北海道二級町村制】 1923年（大正12年）4月1日
名称変更（新冠村）：1923年（大正12年）4月1日
町制：1961年（昭和36年）9月1日
様似郡様似町
設置：樣似村（様似郡）【北海道二級町村制】 1906年（明治39年）4月1日
町制：1952年（昭和27年）4月1日
幌泉郡えりも町
設置：幌泉村（幌泉郡）【北海道二級町村制】 1906年（明治39年）4月1日
町制：1959年（昭和34年）1月1日
名称変更（えりも町）：1970年（昭和45年）10月1日

### 渡島総合振興局
上磯郡知内町
設置：知內村（上磯郡）【北海道二級町村制】 1906年（明治39年）4月1日
町制：1967年（昭和42年）10月1日
上磯郡木古内町
設置：木古內村（上磯郡）【北海道二級町村制】 1902年（明治35年）4月1日
北海道一級町村制：1919年（大正8年）4月1日
町制：1942年（昭和17年）10月1日
亀田郡七飯町
設置：七飯󠄂村（亀田郡）【北海道二級町村制】 1902年（明治35年）4月1日
北海道一級町村制：1907年（明治40年）4月1日 ※年月のみ
町制：1957年（昭和32年）1月1日
茅部郡鹿部町
設置：鹿部村（茅部郡）【北海道二級町村制】 1906年（明治39年）4月1日
町制：1983年（昭和58年）12月1日
山越郡長万部町
設置：長萬部村（山越郡）【北海道二級町村制】 1906年（明治39年）4月1日
北海道一級町村制：1923年（大正12年）4月1日
町制：1943年（昭和18年）2月11日

### 檜山振興局
檜山郡上ノ国町
設置：上ノ國村（檜山郡）【北海道二級町村制】 1902年（明治35年）4月1日
町制：1967年（昭和42年）3月1日
檜山郡厚沢部町
設置：厚澤部村（檜山郡）【北海道二級町村制】 1906年（明治39年）4月1日
町制：1963年（昭和38年）3月10日
爾志郡乙部町
設置：乙部村（爾志郡）【北海道二級町村制】 1902年（明治35年）4月1日
町制：1965年（昭和40年）10月1日
奥尻郡奥尻町
設置：奧尻村（奥尻郡）【北海道二級町村制】 1906年（明治39年）4月1日
町制：1966年（昭和41年）1月1日
瀬棚郡今金町
設置：利別村（瀬棚郡）【北海道二級町村制】 1906年（明治39年）4月1日
北海道一級町村制：1929年（昭和4年）4月1日
町制・名称変更（今金町）：1947年（昭和22年）10月1日

### 上川総合振興局
上川郡当麻町
設置：當麻󠄁村（上川郡）【北海道二級町村制】 1906年（明治39年）4月1日
北海道一級町村制：1919年（大正8年）4月1日 ※年月のみ
町制・名称変更（当麻町）：1958年（昭和33年）4月1日
上川郡比布町
設置：比布村（上川郡）【北海道二級町村制】 1906年（明治39年）4月1日
北海道一級町村制：1921年（大正10年）4月1日
町制：1962年（昭和37年）1月1日
上川郡東川町
設置：東川村（上川郡）【北海道二級町村制】 1906年（明治39年）4月1日
北海道一級町村制：1919年（大正8年）4月1日 ※年月のみ
町制：1959年（昭和34年）8月15日
上川郡美瑛町
設置：美瑛村（上川郡）【北海道二級町村制】 1915年（大正4年）4月1日
北海道一級町村制：1923年（大正12年）4月1日
町制：1940年（昭和15年）4月1日
空知郡南富良野町
設置：南富良野村（空知郡）【北海道二級町村制】 1919年（大正8年）4月1日
町制：1967年（昭和42年）4月1日
勇払郡占冠村
設置：占冠村（勇払郡）【北海道二級町村制】 1919年（大正8年）4月1日
中川郡音威子府村
設置：常盤村（中川郡）【北海道二級町村制】 1919年（大正8年）4月1日
名称変更（音威子府村）：1963年（昭和38年）4月1日
中川郡中川町
設置：中川村（中川郡）【北海道二級町村制】 1919年（大正8年）4月1日
町制：1964年（昭和39年）5月1日
雨竜郡幌加内町
設置：幌加內村（雨竜郡）【北海道二級町村制】 1923年（大正12年）4月1日
町制：1959年（昭和34年）9月1日
支庁変更（空知支庁→上川総合振興局）：2010年（平成22年）4月1日

### 留萌振興局
増毛郡増毛町
設置：增毛町（増毛郡）【北海道一級町村制】 1900年（明治33年）7月1日
苫前郡苫前町
設置：苫前󠄁村（苫前郡）【北海道二級町村制】 1902年（明治35年）4月1日
北海道一級町村制：1915年（大正4年）4月1日
町制：1948年（昭和23年）10月1日
苫前郡初山別村
設置：初山別村（苫前郡）【北海道二級町村制】 1909年（明治42年）4月1日
天塩郡遠別町
設置：遠󠄁別村（天塩郡）【北海道二級町村制】 1919年（大正8年）4月1日
町制：1949年（昭和24年）4月1日
天塩郡天塩町
設置：天鹽村（天塩郡）【北海道二級町村制】 1915年（大正4年）4月1日
町制・一級町村制：1924年（大正13年）4月1日

### 宗谷総合振興局
宗谷総合振興局に該当する市町村は無い。
最後まで残ったのは1956年（昭和31年）9月30日に消滅した利尻郡鬼脇村及び鴛泊村。

### オホーツク総合振興局
紋別郡雄武町
設置：雄武村（紋別郡）【北海道二級町村制】 1915年（大正4年）4月1日
町制：1948年（昭和23年）10月1日

### 十勝総合振興局
上川郡新得町
設置：屈足村（上川郡）【北海道二級町村制】 1915年（大正4年）4月1日
名称変更・一級町村制（新得村）：1923年（大正12年）4月1日
町制：1933年（昭和8年）5月1日
中川郡池田町
設置：凋󠄁寒󠄁村（中川郡）【北海道二級町村制】 1906年（明治39年）4月1日
名称変更（川合村）：1913年（大正2年）4月1日
北海道一級町村制：1919年（大正8年）4月1日
町制・名称変更（池田町）：1926年（大正15年）7月1日
足寄郡陸別町
設置：淕別村（足寄郡）【北海道二級町村制】 1923年（大正12年）4月1日
名称変更（陸別村）：1949年（昭和24年）8月1日
町制：1953年（昭和28年）9月23日

### 釧路総合振興局
厚岸郡浜中町
設置：濱中村（厚岸郡）【北海道二級町村制】 1906年（明治39年）4月1日
北海道一級町村制：1919年（大正8年）4月1日
町制：1963年（昭和38年）8月1日
川上郡弟子屈町
設置：弟子屈村（川上郡）【北海道二級町村制】 1923年（大正12年）4月1日
北海道一級町村制：1943年（昭和18年）4月1日
町制：1947年（昭和22年）7月1日
白糠郡白糠町
設置：白糠村（白糠郡）【北海道二級町村制】 1915年（大正4年）4月1日
町制：1950年（昭和25年）11月1日

### 根室振興局
野付郡別海町
設置：別海󠄀村（野付郡）【北海道二級町村制】 1923年（大正12年）4月1日
町制：1971年（昭和46年）4月1日
目梨郡羅臼町
設置：植別村（目梨郡）【北海道二級町村制】 1923年（大正12年）4月1日
名称変更（羅臼村）：1930年（昭和5年）7月1日
町制：1961年（昭和36年）8月1日
以下の6村は、1945年（昭和20年）9月までにソビエト連邦が実効支配し、その後ロシアにより継続中である（北方領土問題）。
色丹郡色丹村
設置：斜󠄁古丹村（色丹郡）【北海道二級町村制】 1923年（大正12年）4月1日
名称変更（色丹村）：1933年（昭和8年）10月
国後郡泊村
設置：泊村（国後郡）【北海道二級町村制】 1923年（大正12年）4月1日
国後郡留夜別村
設置：留夜別村（国後郡）【北海道二級町村制】 1923年（大正12年）4月1日
択捉郡留別村
設置：留別村（択捉郡）【北海道二級町村制】 1923年（大正12年）4月1日
紗那郡紗那村
設置：紗那󠄁村（紗那郡）【北海道二級町村制】 1923年（大正12年）4月1日
蘂取郡蘂取村
設置：蘂取村（蘂取郡）【北海道二級町村制】 1923年（大正12年）4月1日

## 東北地方

### 青森県
青森県の市制町村制施行は1889年（明治22年）4月1日。
東津軽郡蓬田村
設置：蓬󠄁田村（東津軽郡）
中津軽郡西目屋村
設置：西目屋村（中津軽郡）
上北郡野辺地町
設置：野邊地村（上北郡）
町制：1897年（明治30年）8月27日
上北郡横浜町
設置：橫濱村（上北郡）
町制：1958年（昭和33年）4月1日
上北郡六ヶ所村
設置：六ケ所󠄁村（上北郡）
下北郡大間町
設置：大奧村（下北郡）
町制・名称変更（大間町）：1942年（昭和17年）11月3日
下北郡東通村
設置：東通󠄁村（下北郡）
下北郡風間浦村
設置：風間浦村（下北郡）
下北郡佐井村
設置：佐井村（下北郡）
三戸郡階上町
設置：階上村（三戸郡）
町制：1980年（昭和55年）5月1日

### 岩手県
岩手県の市制町村制施行は1889年（明治22年）4月1日。
滝沢市
設置：瀧澤村（南岩手郡）
所属郡変更（南岩手郡→岩手郡）：1896年（明治29年）3月29日
市制：2014年（平成26年）1月1日
下閉伊郡田野畑村
設置：田野畑村（北閉伊郡）
所属郡変更（北閉伊郡→下閉伊郡）：1896年（明治29年）3月29日
下閉伊郡普代村
設置：普代村（北閉伊郡）
所属郡変更（北閉伊郡→下閉伊郡）：1896年（明治29年）3月29日
九戸郡野田村
設置：野田村（南九戸郡）
所属郡変更（南九戸郡→九戸郡）：1896年（明治29年）3月29日

### 宮城県
宮城県の市制町村制施行は1889年（明治22年）4月1日。
多賀城市
設置：多賀城󠄀村（宮城郡）
町制：1951年（昭和26年）7月1日
市制：1971年（昭和46年）11月1日
富谷市
設置：富谷村（黒川郡）
町制：1963年（昭和38年）4月1日
市制：2016年（平成28年）10月10日
刈田郡七ヶ宿町
設置：七ケ宿村（刈田郡）
町制：1957年（昭和32年）4月1日
宮城郡松島町
設置：松島村（宮城郡）
町制：1928年（昭和3年）1月1日
宮城郡七ヶ浜町
設置：七ヶ濱村（宮城郡）
町制：1959年（昭和34年）1月1日
宮城郡利府町
設置：利府村（宮城郡）
町制：1967年（昭和42年）10月1日
黒川郡大衡村
設置：大衡村（黒川郡）
加美郡色麻町
設置：色麻󠄁村（加美郡）
町制：1978年（昭和53年）4月1日
牡鹿郡女川町
設置：女川村（牡鹿郡）
町制：1926年（大正15年）4月1日

### 秋田県
秋田県の市制町村制施行は1889年（明治22年）4月1日。
北秋田郡上小阿仁村
設置：上小阿仁村（北秋田郡）
南秋田郡大潟村
設置：大潟村（南秋田郡）1964年（昭和39年）10月1日
雄勝郡東成瀬村
設置：東成󠄁瀨村（雄勝郡）

### 山形県
山形県の市制町村制施行は1889年（明治22年）4月1日。
最上郡金山町
設置：金山村（最上郡）
町制：1925年（大正14年）1月1日
最上郡大蔵村
設置：大藏村（最上郡）

### 福島県
福島県の町村制施行は1889年（明治22年）4月1日。
岩瀬郡鏡石町
設置：鏡石村（岩瀬郡）
町制：1962年（昭和37年）8月1日
南会津郡檜枝岐村
設置：檜枝岐村（南会津郡）
耶麻郡磐梯町
設置：磐梯村（耶麻郡）
町制：1960年（昭和35年）4月1日
西白河郡西郷村
設置：西鄕村（西白河郡）
東白川郡鮫川村
設置：鮫川村（東白川郡）
双葉郡広野町
設置：廣野村（楢葉郡）
所属郡変更（楢葉郡→双葉郡）：1896年（明治29年）4月1日
町制：1940年（昭和15年）4月1日
双葉郡川内村
設置：川內村（楢葉郡）
所属郡変更（楢葉郡→双葉郡）：1896年（明治29年）4月1日
双葉郡葛尾村
設置：葛󠄁尾村（標葉郡）
所属郡変更（標葉郡→双葉郡）：1896年（明治29年）4月1日

## 関東地方

### 茨城県
茨城県の市制町村制施行は1889年（明治22年）4月1日。
猿島郡五霞町
設置：五霞村（西葛飾郡）
所属郡変更（西葛飾郡→猿島郡）：1896年（明治29年）3月29日
町制：1996年（平成8年）6月1日

### 栃木県
栃木県の町村制施行は1889年（明治22年）4月1日。
下都賀郡野木町
設置：野木村（下都賀郡）
町制：1963年（昭和38年）1月1日

### 群馬県
群馬県の町村制施行は1889年（明治22年）4月1日。
多野郡上野村
設置：上野村（南甘楽郡）
所属郡変更（南甘楽郡→多野郡）：1896年（明治29年）4月1日
吾妻郡長野原町
設置：長野原町（吾妻郡）
吾妻郡嬬恋村
設置：嬬戀村（吾妻郡）
吾妻郡高山村
設置：高山村（西群馬郡）
所属郡変更（西群馬郡→吾妻郡）：1896年（明治29年）4月1日
利根郡片品村
設置：片品村（利根郡）
利根郡川場村
設置：川場村（利根郡）

### 埼玉県
埼玉県の町村制施行は1889年（明治22年）4月1日。
蕨市
設置：蕨町（北足立郡）
市制：1959年（昭和34年）4月1日
鶴ヶ島市
設置：鶴ケ島村（高麗郡）
所属郡変更（高麗郡→入間郡）：1896年（明治29年）3月29日
町制：1966年（昭和41年）4月1日
市制：1991年（平成3年）9月1日
入間郡三芳町
設置：三芳村（入間郡）
町制：1970年（昭和45年）11月3日

### 千葉県
千葉県の町村制施行は1889年（明治22年）4月1日。
習志野市
設置：津田沼村（千葉郡）
町制：1903年（明治36年）6月3日
市制・名称変更（習志野市）：1971年（昭和46年）9月1日
鎌ケ谷市
設置：鎌󠄁ケ谷村（東葛飾郡）
町制：1958年（昭和33年）8月1日
市制：1971年（昭和46年）9月1日
浦安市
設置：浦安村（東葛飾郡）
町制：1909年（明治42年）9月1日
市制：1981年（昭和56年）4月1日
富里市
設置：富里村（印旛郡）
町制：1985年（昭和60年）4月1日
市制：2002年（平成14年）4月1日
印旛郡酒々井町
設置：酒々井町（印旛郡）

### 東京都
東京都（東京府）の島嶼部を除く本土部分における市制町村制施行は1889年（明治22年）5月1日（以下に該当無し）。但し、北多摩郡・南多摩郡・西多摩郡は当初、神奈川県下であった為、1889年（明治22年）4月1日施行。なお、この節において1943年（昭和18年）7月1日施行の東京都制は一覧に含めていない。
武蔵野市
設置：武藏野村（北多摩郡）
東京府編入：1893年（明治26年）4月1日
町制：1928年（昭和3年）11月10日
市制：1947年（昭和22年）11月3日
三鷹市
設置：三鷹村（北多摩郡）
東京府編入：1893年（明治26年）4月1日
町制：1940年（昭和15年）2月11日
市制：1950年（昭和25年）11月3日
小金井市
設置：小金井村（北多摩郡）
東京府編入：1893年（明治26年）4月1日
町制：1937年（昭和12年）2月11日
市制：1958年（昭和33年）10月1日
小平市
設置：小平󠄁村（北多摩郡）
東京府編入：1893年（明治26年）4月1日
町制：1944年（昭和19年）2月11日
市制：1962年（昭和37年）10月1日
東村山市
設置：東村山村（北多摩郡）
東京府編入：1893年（明治26年）4月1日
町制：1942年（昭和17年）4月1日
市制：1964年（昭和39年）4月1日
国分寺市
設置：國分󠄁寺村（北多摩郡）
東京府編入：1893年（明治26年）4月1日
町制：1940年（昭和15年）2月11日
市制：1964年（昭和39年）11月3日
国立市
設置：谷保村（北多摩郡）
東京府編入：1893年（明治26年）4月1日
町制・名称変更（国立町）：1951年（昭和26年）4月1日
市制：1967年（昭和42年）1月1日
狛江市
設置：狛江村（北多摩郡）
東京府編入：1893年（明治26年）4月1日
町制：1952年（昭和27年）11月10日
市制：1970年（昭和45年）5月1日
清瀬市
設置：淸瀨村（北多摩郡）
東京府編入：1893年（明治26年）4月1日
町制：1954年（昭和29年）4月5日
市制：1970年（昭和45年）10月1日
東久留米市
設置：久留米村（北多摩郡）
東京府編入：1893年（明治26年）4月1日
町制：1956年（昭和31年）8月1日
市制・名称変更（東久留米市）：1970年（昭和45年）10月1日
多摩市
設置：多摩󠄁村（南多摩郡）
東京府編入：1893年（明治26年）4月1日
町制：1964年（昭和39年）4月1日
市制：1971年（昭和46年）11月1日
稲城市
設置：稻城󠄀村（南多摩郡）
東京府編入：1893年（明治26年）4月1日
町制：1957年（昭和32年）4月1日
市制：1971年（昭和46年）11月1日
羽村市
設置：西多摩󠄁村（西多摩郡）
東京府編入：1893年（明治26年）4月1日
町制・名称変更（羽村町）：1956年（昭和31年）10月1日
市制：1991年（平成3年）11月1日
西多摩郡檜原村
設置：檜原村（西多摩郡）
東京府編入：1893年（明治26年）4月1日

#### 島嶼部
島嶼部では伊豆諸島の多くが島嶼町村制により施行（後に普通町村制へ移行）、青ヶ島および小笠原諸島では（普通）町村制により施行。なお八丈小島では1947年（昭和22年）に地方自治法のもと村制施行。
利島村（大島支庁）
設置：利島村【島嶼町村制】 1923年（大正12年）10月1日
神津島村（大島支庁）
設置：神津島村【島嶼町村制】 1923年（大正12年）10月1日
御蔵島村（三宅支庁）
設置：御藏島村【島嶼町村制】 1923年（大正12年）10月1日
支庁変更（大島支庁→三宅支庁）：1943年（昭和18年）4月1日
青ヶ島村（八丈支庁）
設置：靑ケ島村 1940年（昭和15年）4月1日

### 神奈川県
神奈川県の市制町村制施行は1889年（明治22年）4月1日。
綾瀬市
設置：綾瀨村（高座郡）
町制：1945年（昭和20年）4月1日
市制：1978年（昭和53年）11月1日
三浦郡葉山町
設置：葉山村（三浦郡）
町制：1925年（大正14年）1月1日
高座郡寒川町
設置：寒󠄁川村（高座郡）
町制：1940年（昭和15年）11月1日
中郡二宮町
設置：吾妻村（淘綾郡）
所属郡変更（淘綾郡→中郡）：1896年（明治29年）3月26日
町制・名称変更（二宮町）：1935年（昭和10年）11月3日

## 中部地方

### 新潟県
新潟県の市制町村制施行は1889年（明治22年）4月1日。
岩船郡粟島浦村
設置：粟島浦（岩船郡）
名称変更（粟島浦村）：1909年（明治42年）月日不明

### 富山県
富山県の市制町村制施行は1889年（明治22年）4月1日。
中新川郡舟橋村
設置：舟橋村（上新川郡）
所属郡変更（上新川郡→中新川郡）：1896年（明治29年）3月29日

### 石川県
石川県の市制町村制施行は1889年（明治22年）4月1日。
河北郡内灘町
設置：內灘村（河北郡）
町制：1962年（昭和37年）1月1日

### 福井県
福井県に該当する市町村は無い。市制町村制施行は1889年（明治22年）4月1日。
最後まで残ったのは2006年（平成18年）2月13日に消滅した吉田郡上志比村。

### 山梨県
山梨県の市制町村制施行は1889年（明治22年）7月1日。
南都留郡道志村
設置：道󠄁志村（南都留郡）
南都留郡忍野村
設置：忍󠄁野村（南都留郡）
南都留郡山中湖村
設置：中野村（南都留郡）
名称変更（山中湖村）：1965年（昭和40年）1月1日
北都留郡小菅村
設置：小菅村（北都留郡）
北都留郡丹波山村
設置：丹波山村（北都留郡）

### 長野県
長野県の町村制施行は1889年（明治22年）4月1日。
南佐久郡川上村
設置：川上村（南佐久郡）
南佐久郡南牧村
設置：南牧村（南佐久郡）
南佐久郡南相木村
設置：南相木村（南佐久郡）
南佐久郡北相木村
設置：北相木村（南佐久郡）
諏訪郡下諏訪町
設置：下諏訪村（諏訪郡）
町制：1893年（明治26年）6月30日
諏訪郡原村
設置：原村（諏訪郡）
上伊那郡南箕輪村
設置：南箕輪村（上伊那郡）
下伊那郡根羽村
設置：根羽󠄀村（下伊那郡）
下伊那郡下條村
設置：下條村（下伊那郡）
下伊那郡泰阜村
設置：泰阜村（下伊那郡）
下伊那郡喬木村
設置：喬木村（下伊那郡）
下伊那郡大鹿村
設置：大鹿村（下伊那郡）
木曽郡上松町
設置：駒ヶ根村（西筑摩郡）
町制・名称変更（上松町）：1922年（大正11年）9月1日
所属郡変更（西筑摩郡→木曽郡）：1968年（昭和43年）5月1日
木曽郡木祖村
設置：木祖村（西筑摩郡）
所属郡変更（西筑摩郡→木曽郡）：1968年（昭和43年）5月1日
木曽郡王滝村
設置：王瀧村（西筑摩郡）
所属郡変更（西筑摩郡→木曽郡）：1968年（昭和43年）5月1日
木曽郡大桑村
設置：大桑村（西筑摩郡）
所属郡変更（西筑摩郡→木曽郡）：1968年（昭和43年）5月1日
東筑摩郡山形村
設置：山形村（東筑摩郡）
東筑摩郡朝日村
設置：朝󠄁日村（東筑摩郡）
北安曇郡松川村
設置：松川村（北安曇郡）

### 岐阜県
岐阜県の市制町村制施行は1889年（明治22年）7月1日。
加茂郡東白川村
設置：東白川村（加茂郡）
大野郡白川村
設置：白川村（大野郡）

### 静岡県
静岡県の市制町村制施行は1889年（明治22年）4月1日。
田方郡函南町
設置：函南村（田方郡）
町制：1963年（昭和38年）4月1日
駿東郡清水町
設置：淸水村（駿東郡）
町制：1963年（昭和38年）11月3日
駿東郡長泉町
設置：長泉村（駿東郡）
町制：1960年（昭和35年）4月1日
榛原郡吉田町
設置：吉田村（榛原郡）
町制：1949年（昭和24年）7月1日

### 愛知県
愛知県の市制町村制施行は1889年（明治22年）10月1日。
海部郡大治町
設置：大治村（海東郡）
所属郡変更（海東郡→海部郡）：1913年（大正2年）4月4日
町制：1975年（昭和50年）4月1日

## 近畿地方

### 三重県
三重県の市制町村制施行は1889年（明治22年）4月1日。
桑名郡木曽岬町
設置：木曾岬村（桑名郡）
町制：1989年（平成元年）5月1日
三重郡朝日町
設置：朝󠄁日村（朝明郡）
所属郡変更（朝明郡→三重郡）：1896年（明治29年）3月29日
町制：1954年（昭和29年）10月17日
三重郡川越町
設置：川越村（朝明郡）
所属郡変更（朝明郡→三重郡）：1896年（明治29年）3月29日
町制：1961年（昭和36年）5月1日

### 滋賀県
滋賀県に該当する市町村は無い。町村制施行は1889年（明治22年）4月1日。
最後まで残ったのは2010年（平成22年）1月1日に消滅した東浅井郡虎姫町。

### 京都府
京都府の市制町村制施行は1889年（明治22年）4月1日。
向日市
設置：向日町（乙訓郡）
市制：1972年（昭和47年）10月1日
乙訓郡大山崎町
設置：大山崎村（乙訓郡）
町制：1967年（昭和42年）11月3日
相楽郡笠置町
設置：笠置村（相楽郡）
町制：1934年（昭和9年）1月1日

### 大阪府
大阪府の市制町村制施行は1889年（明治22年）4月1日。
三島郡島本町
設置：島本村（島上郡）
所属郡変更（島上郡→三島郡）：1896年（明治29年）4月1日
町制：1940年（昭和15年）4月1日
泉北郡忠岡町
設置：忠岡村（泉北郡）
所属郡変更（和泉郡/泉郡→泉北郡）：1896年（明治29年）4月1日
町制：1939年（昭和14年）10月1日
泉南郡熊取町
設置：熊取村（日根郡）
所属郡変更（日根郡→泉南郡）：1896年（明治29年）4月1日
町制：1951年（昭和26年）11月3日
泉南郡田尻町
設置：田尻村（日根郡）
所属郡変更（日根郡→泉南郡）：1896年（明治29年）4月1日
町制：1953年（昭和28年）5月3日

### 兵庫県
兵庫県の市制町村制施行は1889年（明治22年）4月1日。
芦屋市
設置：精󠄀道󠄁村（菟原郡）
所属郡変更（菟原郡→武庫郡）：1896年（明治29年）4月1日
市制・名称変更（芦屋市/蘆屋市）：1940年（昭和15年）11月10日
加古郡播磨町
設置：阿閇村（加古郡）
町制・名称変更（播磨町）：1962年（昭和37年）4月1日

### 奈良県
奈良県の町村制施行は1889年（明治22年）4月1日。
生駒郡平群町
設置：明治村（平群郡）
所属郡変更（平群郡→生駒郡）：1896年（明治29年）3月29日
名称変更（平󠄁群村）：1896年（明治29年）9月1日
町制：1971年（昭和46年）2月1日
生駒郡三郷町
設置：三鄕村（みさと・むら）（平群郡）
所属郡変更（平群郡→生駒郡）：1896年（明治29年）3月29日
町制・名称変更（さんごう・ちょう）：1966年（昭和41年）4月1日
生駒郡安堵町
設置：安堵村（平群郡）
所属郡変更（平群郡→生駒郡）：1896年（明治29年）3月21日
町制：1986年（昭和61年）4月1日
磯城郡川西町
設置：川西村（式下郡）
所属郡変更（式下郡→磯城郡）：1896年（明治29年）3月29日
町制：1975年（昭和50年）4月1日
磯城郡三宅町
設置：三宅村（式下郡）
所属郡変更（式下郡→磯城郡）：1896年（明治29年）3月29日
町制：1974年（昭和49年）4月1日
宇陀郡曽爾村
設置：曾爾村（宇陀郡）
宇陀郡御杖村
設置：御杖󠄀村（宇陀郡）
北葛城郡上牧町
設置：上牧村（葛下郡）
所属郡変更（葛下郡→北葛城郡）：1896年（明治29年）3月29日
町制：1972年（昭和47年）12月1日
北葛城郡王寺町
設置：王寺村（葛下郡）
所属郡変更（葛下郡→北葛城郡）：1896年（明治29年）3月29日
町制：1926年（大正15年）2月11日
北葛城郡河合町
設置：河合村（広瀬郡）
所属郡変更（広瀬郡→北葛城郡）：1896年（明治29年）3月29日
町制：1971年（昭和46年）12月1日
吉野郡大淀町
設置：大淀町（吉野郡）
町制：1921年（大正10年）2月11日
吉野郡天川村
設置：天川村（吉野郡）
吉野郡野迫川村
設置：野迫󠄁川村（吉野郡）
吉野郡下北山村
設置：下北山村（吉野郡）
吉野郡上北山村
設置：上北山村（吉野郡）
吉野郡川上村
設置：川上村（吉野郡）

### 和歌山県
和歌山県の市制町村制施行は1889年（明治22年）4月1日。
東牟婁郡太地町
設置：太地村（東牟婁郡）
町制：1925年（大正14年）4月1日
東牟婁郡北山村
設置：北山村（東牟婁郡）

## 中国地方

### 鳥取県
鳥取県の市制町村制施行は1889年（明治22年）10月1日。
西伯郡日吉津村
設置：日吉津村（会見郡）
所属郡変更（会見郡→西伯郡）：1896年（明治29年）3月29日

### 島根県
島根県の隠岐諸島以外における市制町村制施行は1889年（明治22年）4月1日。

#### 隠岐諸島
隠岐諸島は島根県隠岐国ニ於ケル町村ノ制度ニ関スル件（明治37年勅令第63号）により1904年（明治37年）5月1日に町村制施行。
隠岐郡海士町
設置：海󠄀士村（海士郡）【上掲勅令による】 1904年（明治37年）5月1日
町制：1969年（昭和44年）1月1日
所属郡変更（海士郡→隠岐郡）：1969年（昭和44年）4月1日
隠岐郡知夫村
設置：知夫村（知夫郡）【上掲勅令による】 1904年（明治37年）5月1日
所属郡変更（知夫郡→隠岐郡）：1969年（昭和44年）4月1日

### 岡山県
岡山県の市制町村制施行は1889年（明治22年）6月1日。
都窪郡早島町
設置：早島村（都宇郡）
町制：1896年（明治29年）2月26日
所属郡変更（都宇郡→都窪郡）：1900年（明治33年）4月1日
真庭郡新庄村
設置：新庄村（真島郡）
所属郡変更（真島郡→真庭郡）：1900年（明治33年）4月1日
英田郡西粟倉村
設置：西粟倉村（吉野郡）
所属郡変更（吉野郡→英田郡）：1900年（明治33年）4月1日

### 広島県
広島県の市制町村制施行は1889年（明治22年）4月1日。
安芸郡府中町
設置：府中村（安芸郡）
町制：1937年（昭和12年）1月1日
安芸郡坂町
設置：坂村（安芸郡）
町制：1950年（昭和25年）8月1日

### 山口県
山口県に該当する市町村は無い。市制町村制施行は1889年（明治22年）4月1日。
最後まで残ったのは2006年（平成18年）3月20日に消滅した玖珂郡玖珂町および本郷村。

## 四国地方

### 徳島県
徳島県の市制町村制施行は1889年（明治22年）10月1日。
名東郡佐那河内村
設置：佐那󠄁河內村（名東郡）
海部郡牟岐町
設置：牟岐村（海部郡）
町制：1915年（大正4年）11月10日
板野郡松茂町
設置：松茂村（板野郡）
町制：1961年（昭和36年）8月1日
板野郡北島町
設置：北島村（板野郡）
町制：1940年（昭和15年）2月11日

### 香川県
香川県の市制町村制施行は1890年（明治23年）2月15日。
香川郡直島町
設置：直島村（香川郡）
町制：1954年（昭和29年）4月1日

### 愛媛県
愛媛県に該当する市町村は無い。市制町村制施行は1889年（明治22年）12月15日。
最後まで残ったのは2005年（平成17年）1月16日に消滅した越智郡関前村。

### 高知県
高知県の市制町村制施行は1889年（明治22年）4月1日。
安芸郡奈半利町
設置：奈半󠄁利村（安芸郡）
町制：1916年（大正5年）5月1日
安芸郡田野町
設置：田野村（安芸郡）
町制：1920年（大正9年）5月1日
安芸郡北川村
設置：北川村（安芸郡）
安芸郡馬路村
設置：馬路村（安芸郡）
土佐郡大川村
設置：大川村（土佐郡）
高岡郡檮原町
設置：西津野村（高岡郡）
名称変更（檮原村）：1912年（明治45年）7月20日
町制：1966年（昭和41年）11月3日
幡多郡三原村
設置：三原村（幡多郡）

## 九州地方・沖縄

### 福岡県
福岡県の市制町村制施行は1889年（明治22年）4月1日。
春日市
設置：春日村（那珂郡）
所属郡変更（那珂郡→筑紫郡）：1896年（明治29年）2月26日
町制：1953年（昭和28年）1月1日
市制：1972年（昭和47年）4月1日
大野城市
設置：大野村（御笠郡）
所属郡変更（御笠郡→筑紫郡）：1896年（明治29年）2月26日
町制：1950年（昭和25年）10月1日
市制・名称変更（大野城市）：1972年（昭和47年）4月1日
糟屋郡宇美町
設置：宇美村（糟屋郡）
町制：1920年（大正9年）10月20日
糟屋郡志免町
設置：志免󠄁村（糟屋郡）
町制：1939年（昭和14年）2月17日
糟屋郡須恵町
設置：須惠村（糟屋郡）
町制：1953年（昭和28年）4月1日
遠賀郡水巻町
設置：水卷村（遠賀郡）
町制：1940年（昭和15年）2月11日
鞍手郡小竹町
設置：勝󠄁野村（鞍手郡）
町制・名称変更（小竹町）：1928年（昭和3年）1月1日
嘉穂郡桂川町
設置：桂川村（穂波郡）
所属郡変更（穂波郡→嘉穂郡）：1896年（明治29年）2月26日
町制：1940年（昭和15年）4月17日
田川郡糸田町
設置：糸田村（田川郡）
町制：1939年（昭和14年）1月1日
田川郡大任町
設置：大任村（田川郡）
町制：1960年（昭和35年）1月1日
田川郡赤村
設置：赤村（田川郡）

### 佐賀県
佐賀県の市制町村制施行は1889年（明治22年）4月1日。
三養基郡基山町
設置：基山村（基肄郡）
所属郡変更（基肄郡→三養基郡）：1896年（明治29年）3月26日
町制：1939年（昭和14年）1月1日
三養基郡上峰町
設置：上峰村（三根郡）
所属郡変更（三根郡→三養基郡）：1896年（明治29年）3月26日
町制：1989年（平成元年）11月1日
杵島郡大町町
設置：大町村（杵島郡）
町制：1936年（昭和11年）1月1日

### 長崎県
長崎県のうち対馬以外での市制町村制施行は1889年（明治22年）4月1日。
対馬では沖縄県及島嶼町村制により1908年（明治41年）4月1日施行。後の1919年（大正8年）に（普通）町村制施行。
西彼杵郡長与町
設置：長與村（西彼杵郡）
町制：1969年（昭和44年）1月1日
東彼杵郡川棚町
設置：川棚󠄁村（東彼杵郡）
町制：1934年（昭和9年）11月3日
北松浦郡佐々町
設置：佐々村（北松浦郡）
町制：1941年（昭和16年）1月1日

### 熊本県
熊本県の市制町村制施行は1889年（明治22年）4月1日。
阿蘇郡南小国町
設置：南小國村（阿蘇郡）
町制：1969年（昭和44年）11月1日
阿蘇郡小国町
設置：北小國村（阿蘇郡）
町制・名称変更（小國町）：1935年（昭和10年）4月1日
阿蘇郡産山村
設置：產山村（阿蘇郡）
葦北郡津奈木町
設置：津奈木村（葦北郡）
町制：1963年（昭和38年）4月1日
球磨郡湯前町
設置：湯前󠄁村（球磨郡）
町制：1937年（昭和12年）4月1日
球磨郡五木村
設置：五木村（球磨郡）
球磨郡山江村
設置：山江村（球磨郡）

### 大分県
大分県の町村制施行は1889年（明治22年）4月1日。
東国東郡姫島村
設置：姬島村（東国東郡）

### 宮崎県
宮崎県の町村制施行は1889年（明治22年）5月1日。
北諸県郡三股町
設置：三股村（北諸県郡）
町制：1948年（昭和23年）5月3日
西諸県郡高原町
設置：高原村（西諸県郡）
町制：1934年（昭和9年）10月5日
東諸県郡綾町
設置：綾村（東諸県郡）
町制：1932年（昭和7年）10月1日
児湯郡西米良村
設置：西米良村（児湯郡）
児湯郡川南町
設置：川南村（児湯郡）
町制：1953年（昭和28年）2月11日
児湯郡都農町
設置：都󠄀農村（児湯郡）
町制：1920年（大正9年）8月1日
東臼杵郡門川町
設置：門川村（東臼杵郡）
町制：1935年（昭和10年）2月11日
東臼杵郡諸塚村
設置：諸󠄀塚󠄁村（西臼杵郡）
所属郡変更（西臼杵郡→東臼杵郡）：1949年（昭和24年）4月1日
東臼杵郡椎葉村
設置：椎葉村（西臼杵郡）
所属郡変更（西臼杵郡→東臼杵郡）：1949年（昭和24年）4月1日

### 鹿児島県
鹿児島県の市制町村制施行は1889年（明治22年）4月1日。但し奄美群島他を除く。
枕崎市
設置：東南方村（川辺郡）
町制・名称変更（枕崎町）：1923年（大正12年）7月1日
市制：1949年（昭和24年）9月1日
西之表市
設置：北種子村（熊毛郡）
町制・名称変更（西之表町）：1926年（大正15年）4月1日
市制：1958年（昭和33年）10月1日
肝属郡東串良町
設置：東串良村（肝属郡）
町制：1932年（昭和7年）10月1日
熊毛郡中種子町
設置：中種子村（熊毛郡）
町制：1940年（昭和15年）11月10日
熊毛郡南種子町
設置：南種子村（熊毛郡）
町制：1956年（昭和31年）10月15日

#### 奄美群島及び旧：十島村
奄美群島、並びに旧：十島村（現：三島村及び十島村）では沖縄県及島嶼町村制により1908年（明治41年）4月1日施行。後の1920年（大正9年）4月1日に（普通）町村制へ移行。
大島郡大和村
設置：大和村（大島郡）【沖繩縣及島嶼町村制】1908年（明治41年）4月1日
大島郡龍郷町
設置：龍󠄂郷󠄁村（大島郡）【沖繩縣及島嶼町村制】1908年（明治41年）4月1日
町制：1975年（昭和50年）2月10日
大島郡伊仙町
設置：島尻村（大島郡）【沖繩縣及島嶼町村制】1908年（明治41年）4月1日
名称変更（伊仙村）：1921年（大正10年）6月29日
町制：1962年（昭和37年）1月1日
大島郡和泊町
設置：和泊村（大島郡）【沖繩縣及島嶼町村制】1908年（明治41年）4月1日
町制：1941年（昭和16年）5月1日
大島郡知名町
設置：知名村（大島郡）【沖繩縣及島嶼町村制】1908年（明治41年）4月1日
町制：1946年（昭和21年）9月1日
大島郡与論町
設置：與論村（大島郡）【沖繩縣及島嶼町村制】1908年（明治41年）4月1日
町制：1963年（昭和38年）1月1日

### 沖縄県
沖縄県のうち大東諸島以外では沖縄県及島嶼町村制により1908年（明治41年）4月1日施行。後の1920年（大正9年）に他府県同等となる。
なお那覇市・首里市（現：那覇市）は1896年（明治29年）4月1日に沖縄県区制が、その後1921年（大正10年）5月20日に市制が施行された。
宜野湾市
設置：宜野灣村（中頭郡）【沖繩縣及島嶼町村制】1908年（明治41年）4月1日
市制：1962年（昭和37年）7月1日
浦添市
設置：浦添村（中頭郡）【沖繩縣及島嶼町村制】1908年（明治41年）4月1日
市制：1970年（昭和45年）7月1日
豊見城市
設置：豐見城󠄀村（島尻郡）【沖繩縣及島嶼町村制】1908年（明治41年）4月1日
市制：2002年（平成14年）4月1日
国頭郡国頭村
設置：國頭村（国頭郡）【沖繩縣及島嶼町村制】1908年（明治41年）4月1日
国頭郡大宜味村
設置：大宜味村（国頭郡）【沖繩縣及島嶼町村制】1908年（明治41年）4月1日
国頭郡今帰仁村
設置：今歸仁村（国頭郡）【沖繩縣及島嶼町村制】1908年（明治41年）4月1日
国頭郡恩納村
設置：恩納󠄁村（国頭郡）【沖繩縣及島嶼町村制】1908年（明治41年）4月1日
国頭郡伊江村
設置：伊江村（国頭郡）【沖繩縣及島嶼町村制】1908年（明治41年）4月1日
中頭郡読谷村
設置：讀谷山村（中頭郡）【沖繩縣及島嶼町村制】1908年（明治41年）4月1日
名称変更（読谷村）：1946年（昭和21年）12月16日
中頭郡西原町
設置：西原村（中頭郡）【沖繩縣及島嶼町村制】1908年（明治41年）4月1日
町制：1979年（昭和54年）4月1日
島尻郡南風原町
設置：南風原村（島尻郡）【沖繩縣及島嶼町村制】1908年（明治41年）4月1日
町制：1980年（昭和55年）4月1日
島尻郡渡嘉敷村
設置：渡嘉敷󠄁村（島尻郡）【沖繩縣及島嶼町村制】1908年（明治41年）4月1日
島尻郡座間味村
設置：座間味村（島尻郡）【沖繩縣及島嶼町村制】1908年（明治41年）4月1日
島尻郡粟国村
設置：粟國村（島尻郡）【沖繩縣及島嶼町村制】1908年（明治41年）4月1日
島尻郡渡名喜村
設置：渡名喜村（島尻郡）【沖繩縣及島嶼町村制】1908年（明治41年）4月1日

#### 大東諸島
大東諸島では1946年（昭和21年）6月12日施行。当時の沖縄県は米国軍政府の統治下であった。
島尻郡南大東村
設置：南大東村（島尻郡） 1946年（昭和21年）6月12日
島尻郡北大東村
設置：北大東村（島尻郡） 1946年（昭和21年）6月12日

### 註釈
1. ↑  名称変更後の字体の出典：[17]
2. 1 2 3 4 5 6 7 8 9 10 11 12 13 14  草冠は4画（艹）
3. ↑  名称変更後の字体の出典：[45]
4. ↑  地名情報資料室 (1999, pp. 789–790)によると北海道区制施行時に、北海道一・二級町村制を施行してない室蘭郡の3村（輪西村・千舞鼈村・元室蘭村）を「合併」している為、当記事の対象外となり得る
5. ↑  名称変更後の字体の出典：[90]
6. ↑  名称変更後の字体の出典：[101]
7. 1 2 3  良の1画目は横棒
8. ↑  初の1画目は横棒
9. ↑  名称変更後の字体の出典：[155]
10. ↑  名称変更後の字体の出典：[160]
11. ↑  名称変更後の字体の出典：[162]
12. ↑  名称変更後の字体の出典：[177]
13. ↑  名称変更後の字体の出典：[179]
14. ↑  「大規模な公有水面の埋立てに伴う村の設置に係る地方自治法等の特例に関する法律」に基づく
15. 1 2 3  字体の出典：[374]
16. 1 2  草冠は4画（艹）
17. ↑  字体の出典：[383][384]
18. ↑  名称変更後の字体の出典：[393]
19. ↑  名称変更後の字体の出典：[400]
20. ↑  [410]及び左記で合併していない市町村とある敦賀市、小浜市、勝山市、鯖江市、池田町、美浜町、高浜町については[411]を参照
21. ↑  名称変更後の字体の出典：[462]
22. ↑  名称変更後の字体の出典：[543][544]（芦） [545]（蘆）
23. ↑  名称変更後の字体の出典：[554]
24. ↑  出典では村制施行が「明治37年4月1日」となっているが、「島根縣隱岐國ニ於ケル町村ノ制度ニ關スル件」の施行は官報によると「明治三十七年五月一日」である[591]
25. 1 2  当初の字体の出典：[597]
26. ↑  [617]及び左記で合併していない市町村とある防府市、下松市、和木町、上関町、田布施町、平生町、阿武町については[618]（上関町は更に[619]）を参照
27. ↑  [639]及び左記で合併していない市町村とある松前町、松野町については[640]を参照
28. ↑  名称変更後の字体の出典：[659]
29. ↑  名称変更後の字体の出典：[678]
30. 1 2  当時の官報曰く、施行時はまだ「島嶼町村制」の名称ではなかった[702][703]
31. ↑  名称変更後の字体の出典：[719]
32. ↑  名称変更後の字体の出典：[757]
33. ↑  名称変更後の字体の出典：[761]
34. 1 2 3 4 5 6  字体の出典：[773]
35. ↑  龍の1画目は横棒
36. ↑  名称変更後の字体の出典：[778]
37. ↑  米軍管理下の中で施行[779]
38. 1 2 3 4 5  施行時は米国民政府の管理下[788]